# С
С、с（称呼为эс、ес）是广泛用於斯拉夫语言的西里尔字母。
西里尔字母С是由希腊字母Ϲ演变而成，是来自希腊字母Σ的变体，对应的拉丁字母是S。西里尔字母С和拉丁字母C，除了形状相似外，并无其他关系。

## 字母的次序
在俄语、白俄罗斯语字母中排第19位，在乌克兰语、马其顿语字母中排第22位，在保加利亚语字母中排第18位，在塞尔维亚语字母中排第21位。

## 音值
通常为 /s/，在腭化元音前代表 /sʲ/。

## 字符编码
| 字符编码 | Unicode | ISO 8859-5 | KOI-8 | GB 2312 | HKSCS |
| -------- | ------- | ---------- | ----- | ------- | ----- |
| 大写 С   | U+0421  | C1         | F3    | A7B3    | C846  |
| 小写 с   | U+0441  | E1         | D3    | A7E3    | C867  |

## 参見
- Σ σ ς（希腊字母）
- S s（拉丁字母）
- 西里尔字母列表
- Unicode
- Unicode西里爾字母（英语：Cyrillic characters in Unicode）

## 外部連結
- 维基词典中的词条「С」
- 维基词典中的词条「с」
- Буква С （页面存档备份，存于） на сайте graphemica.com
- Буква с （页面存档备份，存于） на сайте graphemica.com